# Otley (filme)
Otley (br: Otley, Herói sem Vocação) é um filme inglês de 1969, dos gêneros comédia e crime, dirigido por Dick Clement.

## Sinopse
Ladrão inglês envolve-se com bela agente, provocando perseguições e confusões.

## Elenco
- Tom Courtenay
- Romy Schneider
- Alan Badel
- James Villiers
- Phyllida Law